# جون أ. كارول
جون أ. كارول هو محامي وسياسي أمريكي، ولد في 30 يوليو 1901 في دنفر في الولايات المتحدة، وتوفي بنفس المكان في 31 أغسطس 1983. نشط حزبياً في الحزب الديمقراطي.

## مناصب
- انتخب عضو مجلس الشيوخ الأمريكي [الإنجليزية]‏ عن دائرة Colorado Class 3 senate seat ‏ وقد انضم خلال فترته النيابية [الإنجليزية]‏ (3 يناير 1961 – 3 يناير 1963) للكتلة البرلمانية الحزب الديمقراطي.
- انتخب عضو مجلس الشيوخ الأمريكي [الإنجليزية]‏ عن دائرة Colorado Class 3 senate seat ‏ وقد انضم خلال فترته النيابية [الإنجليزية]‏ (3 يناير 1959 – 3 يناير 1961) للكتلة البرلمانية الحزب الديمقراطي.
- انتخب عضو مجلس الشيوخ الأمريكي [الإنجليزية]‏ عن دائرة Colorado Class 3 senate seat ‏ وقد انضم خلال فترته النيابية [الإنجليزية]‏ (3 يناير 1957 – 3 يناير 1959) للكتلة البرلمانية الحزب الديمقراطي.
- انتخب المساعد الخاص لرئيس الجمهورية [الإنجليزية]‏ (1951 – 1952).
- انتخب محامي (1942 – 1943).
- انتخب المدعي العام [الإنجليزية]‏ (1937 – 1941).
- انتخب المدعي العام [الإنجليزية]‏ (1933 – 1934).
- انتخب عضو مجلس النواب الأمريكي [الإنجليزية]‏.